# Ca l'Argense
Ca l'Argense és un bloc de pisos al nucli d'Olot (Garrotxa) protegit com a bé cultural d'interès local, en una cantonada formant tres façanes. L'edifici consta de planta baixa, comercial, i tres pisos d'habitació. A cada pis hi ha una part d'obra sobre la qual s'obren una sèrie de finestrals amb una petita barana de ferro. És d'un racionalisme superficial amb elements Art Déco, que donen a l'edifici un to eclèctic però de correcta qualitat compositiva.